# پورفیری گونه‌گون

پورفیری گونه‌گون دارای الگوی توارث اتوزومال غالب است.

پورفیری گونه‌گون (به انگلیسی: Variegate porphyria) که با چندین نام دیگر نیز شناخته می‌شود، یک پورفیری اتوزومال غالب است که می‌تواند علائم حاد (شدید اما معمولاً درازمدت) همراه با علائمی داشته باشد که روی پوست تأثیر می‌گذارند. این ناهنجاری ناشی از سطوح پایین آنزیم مسئول مرحله هفتم تولید هم است. هِم یک مولکول حیاتی برای تمام اندام‌های بدن است. این جزء هموگلوبین است، مولکولی که اکسیژن را در خون جابجا می‌کند.